# Vincenzo Gioberti
Vincenzo Gioberti (Turim, 5 de abril de 1801 — Paris, 26 de outubro de 1852) foi um padre católico italiano, filósofo, publicista e político, que serviu como Primeiro-ministro da Sardenha de 1848 a 1849. Foi um importante porta-voz do catolicismo liberal.

## Biografia
Gioberti nasceu em Turim, Itália. Perdeu os pais muito jovem e, aos dezesseis anos, foi admitido entre os clérigos da corte. Estudou teologia na Universidade de Turim, onde obteve seu doutorado.
Foi educado pelos padres do Oratório, com vistas ao sacerdócio, e ordenado em 1825. Em 1828, fez uma viagem pela Lombardia e se tornou amigo de Alessandro Manzoni. Em parte sob a influência de Giuseppe Mazzini, a liberdade da Itália tornou-se o motivo dominante de sua vida, buscando não apenas a emancipação de senhores estrangeiros, mas também a liberação de modos de pensar alheios ao gênio italiano e prejudiciais à sua autoridade na Europa. Em sua visão, essa autoridade estava vinculada à supremacia papal, embora de maneira mais intelectual do que política. Esse tema perpassa quase todos os seus escritos, bem como sua posição política em relação ao partido clerical governante — os Jesuítas — e à corte do Piemonte após a ascensão de Carlos Alberto em 1831.
Gioberti chamou a atenção do rei e tornou-se um de seus capelães. Sua popularidade e influência privada já bastavam para que o partido da corte o quisesse no exílio: ele não era um deles e não oferecia garantias de confiabilidade. Sabendo disso, ele renunciou ao cargo em 1833, mas foi subitamente preso sob acusação de conspiração. Em seguida, foi encarcerado por quatro meses e banido sem julgamento. Primeiramente, Gioberti seguiu para Paris e, um ano depois, para Bruxelas, onde permaneceu até 1845. Em Bruxelas, lecionou filosofia e ajudou um amigo nos trabalhos de uma escola particular. Conseguiu dedicar-se à escrita de numerosas obras de importância filosófica, com especial referência à sua pátria e à sua situação.
Em 1841, com o lançamento de seu livro “Del Buono”, o Grão-Duque da Toscana ofereceu-lhe uma cátedra na Universidade de Pisa, mas o rei Carlos Alberto se opôs e a oferta não se concretizou. Sua fama na Itália data de 1843, quando publicou “Del primato morale e civile degli Italiani”, que dedicou a Silvio Pellico. Partindo da grandeza da Roma antiga, percorreu a história passando pelo esplendor do papado e recordando tudo o que a ciência e a arte deviam ao gênio italiano, declarando que o povo italiano era um modelo para todas as nações. Explicou que a insignificância dos italianos na época se devia à sua fraqueza política, e para remediá-la propôs uma confederação de todos os Estados da Itália, tendo o papa como chefe.
Carlos Alberto concedeu anistia em 1846, e Gioberti (então em Paris) pôde voltar à Itália, mas recusou-se a fazê-lo até o final de 1847. Ao chegar a Turim em 29 de abril de 1848, foi recebido com enorme entusiasmo. Recusou a dignidade de senador oferecida por Carlos Alberto, preferindo representar sua cidade natal na Câmara dos Deputados, da qual em pouco tempo se tornou presidente. Ao final do mesmo ano, formou-se um novo ministério, liderado por Gioberti. Com a ascensão de Vítor Emanuel em março de 1849, sua vida ativa chegou ao fim. Por curto período, manteve-se no gabinete, mas sem pasta. Logo surgiu um desentendimento irremediável e foi afastado de Turim, sendo nomeado para uma missão em Paris, de onde jamais retornou. Lá, recusando a pensão que lhe foi oferecida e qualquer promoção eclesiástica, viveu modestamente e, como em Bruxelas, dedicou-se dia e noite ao trabalho literário. Faleceu repentinamente, de apoplexia, em 26 de outubro de 1852.

## Obras e Filosofia

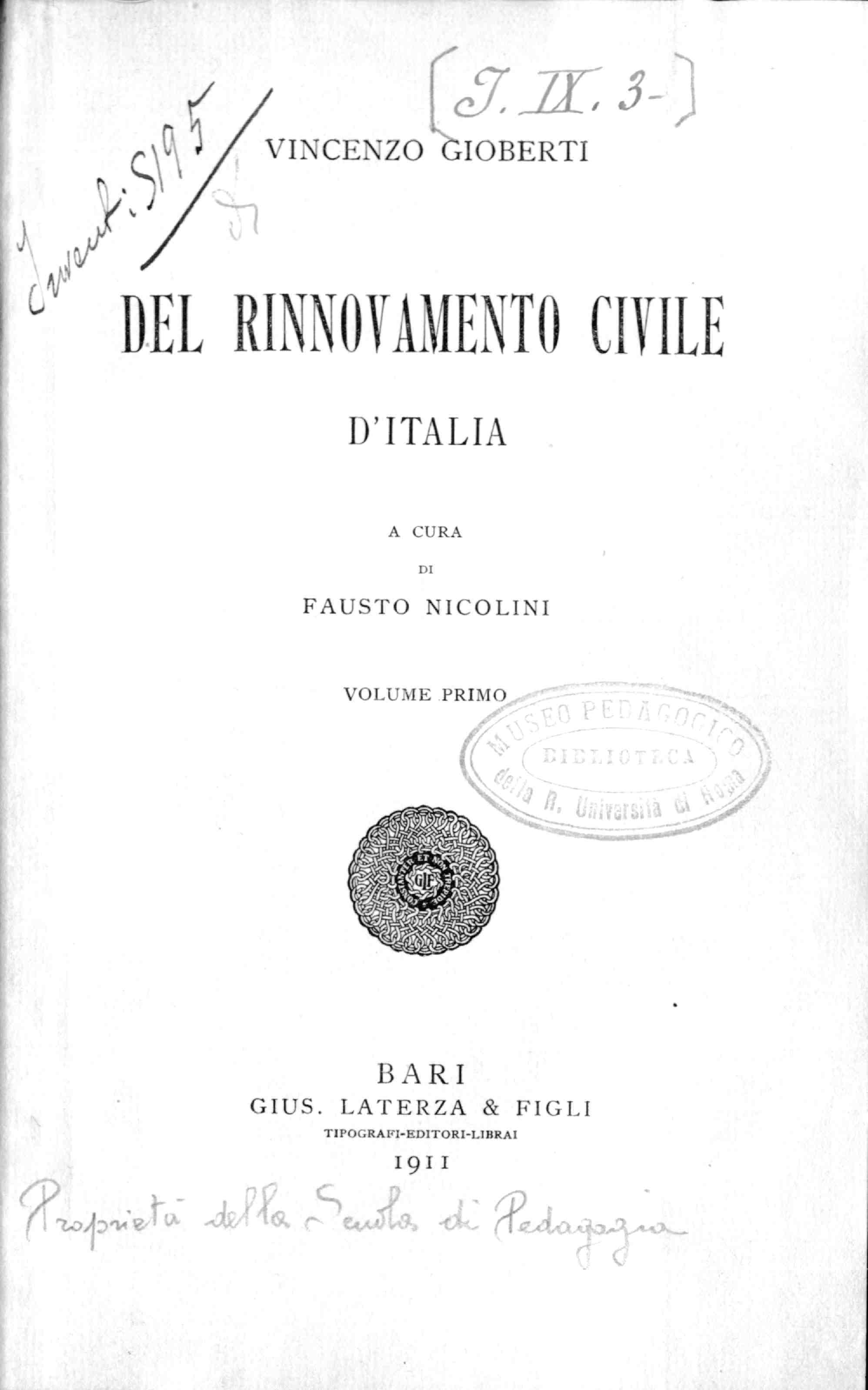
Del rinnovamento civile d'Italia, 1911

A avaliação a seguir é atribuída à Encyclopædia Britannica (11.ª edição).
Os escritos de Gioberti são mais importantes do que sua carreira política. Na história geral da filosofia europeia, ocupam posição singular. Assim como as especulações de Rosmini-Serbati (contra quem escreveu Gioberti) foram chamadas de último elo adicionado ao pensamento medieval, o sistema de Gioberti, conhecido como Ontologismo, sobretudo em suas obras mais extensas e iniciais, não se relaciona com outras escolas modernas de pensamento. Apresenta certa harmonia com a fé católica romana, o que levou Cousin a declarar que a filosofia italiana ainda estava submetida à teologia, e que Gioberti não era um filósofo.
Para ele, o método é um instrumento sintético, subjetivo e psicológico. Gioberti diz reconstruir a ontologia, partindo da “fórmula ideal” – o "Ens" cria ex nihilo o existente. Deus é o único ser (Ens); todas as outras coisas são meras existências. Deus é a origem de todo conhecimento humano (chamado l'idee, o pensamento), que é uno e, por assim dizer, idêntico ao próprio Deus. Esse conhecimento é contemplado diretamente (intuído) pela razão, mas, para ser útil, precisa ser refletido e isso se faz por meio da linguagem. É necessário conhecer o ser e as existências (de modo concreto, não abstrato) e suas relações mútuas, logo ao início da filosofia.
Gioberti é, sob certos aspectos, um platônico. Identifica religião com civilização e, em sua obra Del primato morale e civile degli italiani, conclui que a Igreja é o eixo em torno do qual gira o bem-estar da vida humana. Nela, ele afirma a ideia da supremacia da Itália, resultante da restauração do papado como domínio moral, fundado em religião e opinião pública. Em obras posteriores, como Rinnovamento e Protologia, alguns acreditam que ele tenha revisto suas posições sob influência dos acontecimentos.
Sua primeira obra, escrita aos 37 anos de idade, teve motivo pessoal. Um jovem amigo no exílio, Paolo Pallia, tinha muitas dúvidas acerca da realidade da revelação e da vida futura; então Gioberti escreveu La Teorica del sovrannaturale, seu primeiro livro (1838). Em seguida, publicou diversos tratados filosóficos em rápida sucessão. A Teorica foi sucedida por Introduzione allo studio della filosofia em três volumes (1839–1840). Nessa obra, expõe suas razões para requerer um novo método e nova terminologia. É também onde apresenta a doutrina de que a religião é a expressão direta da ideia nesta vida e se identifica com a verdadeira civilização na história. A civilização é uma tendência condicionada e mediata à perfeição, cujo termo final, se cumprida, é a religião; seria o fim do segundo ciclo expresso pela segunda fórmula, o Ens redime as existências.
Ensaios (publicados apenas em 1846) sobre temas mais leves e populares, Del bello e Del buono, sucederam a Introduzione. Em seguida vieram Del primato morale e civile degli Italiani e os Prolegomeni à mesma obra. Logo depois, seu contundente ataque aos Jesuítas, Il Gesuita moderno, sem dúvida acelerou a transição do governo do âmbito clerical para o civil. A popularidade dessas obras semipolíticas, reforçada por outros artigos políticos ocasionais, fez com que Gioberti fosse recebido com tamanho entusiasmo ao voltar à terra natal. Todas essas obras eram perfeitamente ortodoxas e contribuíram para atrair o clero liberal ao movimento que, desde então, resultou na unificação da Itália.
Na esteira do fracasso das revoluções de 1848 e da guinada cada vez mais reacionária do papado, Gioberti publicou Il Rinnovamento civile d’Italia, no qual atacou duramente os jesuítas, o clero reacionário da Itália e a monarquia tímida do Piemonte. Algo do otimismo inicial de Gioberti sobreviveu entre a aristocracia liberal e intelectuais católicos como Antonio Rosmini, Cesare Balbo e Massimo d'Azeglio, que mais tarde passaram a apoiar as aspirações nacionais da monarquia liberal do Piemonte.
Porém, os jesuítas se agruparam ainda mais firmemente em torno do papa depois de seu retorno a Roma e, no fim, as obras de Gioberti foram incluídas no Index. O restante de seus escritos, especialmente La Filosofia della Rivelazione e Prolologia, expressa sua visão madura em muitos pontos.

### Outras fontes
- L Ferri, L'Histoire de la philosophie en Italie au XIX' siècle (Paris, 1869)
- C. Werner, Die italienische Philosophie des 18 Jahrhunderts, ii. (1885)
- apêndice de Ueberweg: Hist. of Philosophy (trad. inglesa)
- art. em Brownson's Quarterly Review (Boston, Mass.), xxi.
- R. Mariano, La Philosophie contemporaine en Italie (1866)
- R. Seydel: artigo exaustivo em Ersch e Gruber, Allgemeine Encyclopädie